# Jason Brennan
Jason F. Brennan (1979) è un filosofo e politologo statunitense.
È professore di filosofia all'Università di Georgetown.
Brennan scrive di teoria democratica, etica del voto, competenza e potere, libertà e fondamenti morali della società commerciale. È considerato uno dei più importanti esperti accademici di voto e conoscenza politica.

## Biografia
Brennan è cresciuto tra Tewksbury, in Massachusetts, e Hudson, nel New Hampshire. Ha studiato alla Case Western Reserve University e all'Università del New Hampshire, prima di conseguire il dottorato in filosofia all'Università dell'Arizona sotto la supervisione di David Schmidtz. Dal 2006 al 2011, è stato ricercatore in scienze politiche e professore associato di filosofia all'Università Brown.
Brennan è autore e coautore di diversi saggi riguardanti il capitalismo, l'etica del voto e il libertarismo. Nel suo saggio Contro la democrazia pubblicato in diverse lingue tra cui l'italiano, usa il termine epistocrazia per definire una forma di governo basata sulla conoscenza degli argomenti e in cui il diritto di voto viene subordinato ad essa. 

## Opere
- A Brief History of Liberty, (Wiley-Blackwell, 2010) con David Schmidtz
  - Breve storia della libertà, (IBL Libri, 2018)
- The Ethics of Voting, (Princeton University Press, 2011)
- Libertarianism: What Everyone Needs to Know, (Oxford University Press, 2012)
- Compulsory Voting: For and Against, (Cambridge University Press, 2014), con Lisa Hill
- Why Not Capitalism?, (Routledge Press, 2014)
- Markets without Limits, (Routledge Press, 2015), con Peter Jaworski
- Political Philosophy: An Introduction, (Cato Institute, 2016)
- Against Democracy, (Princeton University Press, 2016)
  - Contro la democrazia, (Luiss University Press, 2018), trad. it. di R. Bitetti, F. Morganti
- In Defense of Openness, (Oxford University Press, 2018), con Bas van der Vossen